# Петров, Александр Леонидович
Александр Леонидович Петров (22 мая 1951, Ленинград — 11 мая 2009, Санкт-Петербург) — советский и российский художник, живописец, член Союза художников СССР.

## Биография
- Сын графиков Валентины Владимировны и Леонида Григорьевича  Петровых.
- 1975 — Окончил Ленинградский институт живописи, скульптуры и архитектуры имени И. Е. Репина (факультет живописи, мастерская А. А. Мыльникова).
- 1975—1978 — Работает в творческой мастерской А. А. Мыльникова.

С 1975 года — участник выставок в России, Германии, Дании, Италии, Финляндии, Франции, Швеции, США.
Член Союза художников СССР (с 1975 года). Член Санкт-Петербургской Академии современного искусства «СПАСИ» с 1996 года.

## Основные собрания
- Государственный Русский музей, Санкт-Петербург
- Музей Анны Ахматовой в Фонтанном доме, Санкт-Петербург
- Архангельский художественно-исторический музей, Архангельск
- Астраханский художественный музей
- Художественный музей им. Верещагина, Николаев, Украина
- Частные коллекции в России, Германии, Дании, Италии, Франции, Финляндии, Швеции, США

## Основные выставки
- 1987 «Гавань — 87», Ленинград
- 1989 «Манеж», Ленинград
- 1989 «От неофициального искусства к перестройке», Выставочный зал «Ленэкспо», Ленинград
- 1989 «Henry’s Auktionhaus», Гамбург, Германия
- 1990 «Русские художники 1960 −1990», Карлсруэ, Германия
- 1990 « С востока на запад», Stuart Levy Gallery, Нью-Йорк, США
- 1990 «7 русских художников» Фрицла, Швеция
- 1990 «The Quest for self-expression 1965—1990», Колумбийский музей искусств, Колумбус, *США
- 1991 «Wahn Sinn», персональная выставка, Кассель, Германия
- 1991 «Art Hamburg», Германия
- 1992 «Контакт», Зигмаринген, Германия
- 1992 «72-А», персональная выставка, Санкт-Петербург
- 1993 «Galerie Werdermann art», персональная выставка, Гамбург, Германия
- 1996 «Первая выставка СПАСИ», ЦВЗ «Манеж», Санкт-Петербург
- 1997 «Миражи Санкт-Петербурга», (СПАСИ), Музей истории Петербурга
- 1998 «Времена года в чёрном квадрате сцены» (СПАСИ), Государственный Эрмитаж, СПб
- 2000 «Сорок бессмертных строк», (СПАСИ), Музей Анны Ахматовой в Фонтанном доме, СПб
- 2001 «Про любовь», (СПАСИ), ЦВЗ «Манеж», Санкт-Петербург
- 2002 «Белое рождество», Государственный музей городской скульптуры, Санкт-Петербург
- 2008 «Александр Петров», ЦВЗ «Манеж», Санкт-Петербург